# Giraut de Bornelh
Giraut de Bornelh, né en 1138 et mort en 1215, également écrit Guiraut ou Girautz, et de Borneill ou de Borneyll, ou simplement de Borneil, est un troubadour. Il aurait formalisé, sinon inventé le style poétique « léger » du trobar leu. Il était si célèbre que ses contemporains l'appelaient le « maître des troubadours ».

## Biographie
Guiraut est né dans une famille modeste, probablement à Bourney près du village d'Excideuil (Aquitaine). Il fait des études dans une abbaye du Limousin.
Il a appartenu à la cour d'Alphonse II d'Aragon. Il a certainement accompagné le comte Ademar V dans les Croisades entre 1188 et 1189. Il a vécu à la cour du roi de Castille Alphonse VIII. Il s'est retiré dans le Limousin en 1192.

## L'œuvre de Giraut
Il a été classé par Dante comme le second meilleur troubadour (après Arnaut Daniel). Ont seulement survécu quatre de ses mélodies. L'aube Reis glorios (« Bel companho... ») est une des plus connues.